# Psychrophrynella
Psychrophrynella är ett släkte av groddjur. Psychrophrynella ingår i familjen Strabomantidae.
Kladogram enligt Catalogue of Life:
| Psychrophrynella | \| \| Psychrophrynella adenopleura \| \| \| \| \| \| Psychrophrynella ankohuma \| \| \| \| \| \| Psychrophrynella bagrecitoi \| \| \| \| \| \| Psychrophrynella boettgeri \| \| \| \| \| \| Psychrophrynella chacaltaya \| \| \| \| \| \| Psychrophrynella condoriri \| \| \| \| \| \| Psychrophrynella guillei \| \| \| \| \| \| Psychrophrynella harveyi \| \| \| \| \| \| Psychrophrynella iani \| \| \| \| \| \| Psychrophrynella iatamasi \| \| \| \| \| \| Psychrophrynella illampu \| \| \| \| \| \| Psychrophrynella illimani \| \| \| \| \| \| Psychrophrynella kallawaya \| \| \| \| \| \| Psychrophrynella katantika \| \| \| \| \| \| Psychrophrynella kempffi \| \| \| \| \| \| Psychrophrynella pinguis \| \| \| \| \| \| Psychrophrynella quimsacruzis \| \| \| \| \| \| Psychrophrynella saltator \| \| \| \| \| \| Psychrophrynella usurpator \| \| \| \| \| \| Psychrophrynella wettsteini \| \| \| \| |
|                  | \| \| Psychrophrynella adenopleura \| \| \| \| \| \| Psychrophrynella ankohuma \| \| \| \| \| \| Psychrophrynella bagrecitoi \| \| \| \| \| \| Psychrophrynella boettgeri \| \| \| \| \| \| Psychrophrynella chacaltaya \| \| \| \| \| \| Psychrophrynella condoriri \| \| \| \| \| \| Psychrophrynella guillei \| \| \| \| \| \| Psychrophrynella harveyi \| \| \| \| \| \| Psychrophrynella iani \| \| \| \| \| \| Psychrophrynella iatamasi \| \| \| \| \| \| Psychrophrynella illampu \| \| \| \| \| \| Psychrophrynella illimani \| \| \| \| \| \| Psychrophrynella kallawaya \| \| \| \| \| \| Psychrophrynella katantika \| \| \| \| \| \| Psychrophrynella kempffi \| \| \| \| \| \| Psychrophrynella pinguis \| \| \| \| \| \| Psychrophrynella quimsacruzis \| \| \| \| \| \| Psychrophrynella saltator \| \| \| \| \| \| Psychrophrynella usurpator \| \| \| \| \| \| Psychrophrynella wettsteini \| \| \| \| |
|                  | Atopophrynus |
|                  | |
|                  | Barycholos |
|                  | |
|                  | Bryophryne |
|                  | |
|                  | Dischidodactylus |
|                  | |
|                  | Euparkerella |
|                  | |
|                  | Geobatrachus |
|                  | |
|                  | Holoaden |
|                  | |
|                  | Hypodactylus |
|                  | |
|                  | Lynchius |
|                  | |
|                  | Niceforonia |
|                  | |
|                  | Noblella |
|                  | |
|                  | Oreobates |
|                  | |
|                  | Phrynopus |
|                  | |
|                  | Pristimantis |
|                  | |
|                  | Strabomantis |
|                  | |
|                  | Psychrophrynella adenopleura |
|                  | |
|                  | Psychrophrynella ankohuma |
|                  | |
|                  | Psychrophrynella bagrecitoi |
|                  | |
|                  | Psychrophrynella boettgeri |
|                  | |
|                  | Psychrophrynella chacaltaya |
|                  | |
|                  | Psychrophrynella condoriri |
|                  | |
|                  | Psychrophrynella guillei |
|                  | |
|                  | Psychrophrynella harveyi |
|                  | |
|                  | Psychrophrynella iani |
|                  | |
|                  | Psychrophrynella iatamasi |
|                  | |
|                  | Psychrophrynella illampu |
|                  | |
|                  | Psychrophrynella illimani |
|                  | |
|                  | Psychrophrynella kallawaya |
|                  | |
|                  | Psychrophrynella katantika |
|                  | |
|                  | Psychrophrynella kempffi |
|                  | |
|                  | Psychrophrynella pinguis |
|                  | |
|                  | Psychrophrynella quimsacruzis |
|                  | |
|                  | Psychrophrynella saltator |
|                  | |
|                  | Psychrophrynella usurpator |
|                  | |
|                  | Psychrophrynella wettsteini |
|                  | |

|  | Psychrophrynella adenopleura  |
|  |                               |
|  | Psychrophrynella ankohuma     |
|  |                               |
|  | Psychrophrynella bagrecitoi   |
|  |                               |
|  | Psychrophrynella boettgeri    |
|  |                               |
|  | Psychrophrynella chacaltaya   |
|  |                               |
|  | Psychrophrynella condoriri    |
|  |                               |
|  | Psychrophrynella guillei      |
|  |                               |
|  | Psychrophrynella harveyi      |
|  |                               |
|  | Psychrophrynella iani         |
|  |                               |
|  | Psychrophrynella iatamasi     |
|  |                               |
|  | Psychrophrynella illampu      |
|  |                               |
|  | Psychrophrynella illimani     |
|  |                               |
|  | Psychrophrynella kallawaya    |
|  |                               |
|  | Psychrophrynella katantika    |
|  |                               |
|  | Psychrophrynella kempffi      |
|  |                               |
|  | Psychrophrynella pinguis      |
|  |                               |
|  | Psychrophrynella quimsacruzis |
|  |                               |
|  | Psychrophrynella saltator     |
|  |                               |
|  | Psychrophrynella usurpator    |
|  |                               |
|  | Psychrophrynella wettsteini   |
|  |                               |